# Портолан братів Піццигані
Портолан братів Піццигані — середньовічна морська навігаційна карта-портолан, створена братами Франциском і Домініком Піццигано (італ. Pizzigano/Pizzigani) в 1367 році у Венеції. Карта розміром 138 на 92 см призначалася для торговців і мореплавців і містила докладні коментарі маршрутів, географічних об'єктів та історичних місць. Зберігається в Палатинській бібліотеці міста Парма, Італія.

## Автори карти
Франциском і Домініком Піццигані відомі переважно завдяки їх знаменитому портолану 1367 року. Незважаючи на широку популярність карти, про її укладачів відомо дуже мало. Невідомо достовірно навіть те, чи були вони братами, чи батьком і сином.
Підпис на портолані 1367 року говорить: «MCCCLXVII. Hoc opus compoxuid franciscus pizigano veneciar et domnus pizigano In Venexia meffecit marcus die XII decembris».
Братам Піццигані приписується ще декілька портоланів, що зберігаються в Паризькій національній бібліотеці, Амброзіанській бібліотеці та бібліотеці музею Коррер.

## Опис
Карта братів Піццигані відноситься до карт-портоланів, виготовлених італійською картографічною школою. Проте деякі її ознаки — увага до внутрішніх «наземних» деталей, позначене червоний коліром Червоне море тощо є характерними для майорканської картографічної школи.
Карта братів Піццигані відома передусім обсягом зображеної на ній інформації. На відміну від інших типових портоланів того часу, вона детально зображує не тільки регіони Середземного і Чорного морів, але також атлантичне узбережжя Європи, північну Скандинавію і Балтийське море. Також на карті відображено велику частину Азії з Червоним і Каспійським морями (що для італійських карт XIV ст. було рідкістю).

## Українські землі на карті братів Піццигані
На мапі 1367 р. братів Франциска та Домініка Піццигані зустрічаються написи: «Rossia», «Rutenia qu Rossia» і, двічі, «Rutenia q Rossia», де «qu» і «q» є скороченням від «quasi». Це можна перевести як «Рутенія можливо Русь», тобто, укладачі карти чомусь не були впевнені в правильності такого порівнювання назв однієї території. Можливо, в силу звички до чисто латинського «Rutenia».

## Карта Дзуане Піццигано
У 1946 році стало відомо про існування ще однієї карти, складеної явно на основі карти братів Піццигані — так званої Карти Дзуане Піццигано, датованої 1424 роком. Авторство цієї карти достовірно не встановлено. Її автором прийнято вважати Дзуане (венеційський варіант імені Джованні) Піццигано. Висувались думки щодо спорідненості Дзуане з братами Піццигані. Разом з справжніми географічними об'єктами карта Дзуане Піццигано містить відомості про вигадані фантомні острови в Атлантиці, таких як Антилія і Бразиль.